# إسحاق حجار
إسحاق حجار (بالفرنسية: Isack Hadjar)‏ هو سائق سباقات فورمولا 1 فرنسي جزائري (ولد في 28 سبتمبر 2004) ويشارك مع فريق ريسينغ بولز. مثل قبل ذلك فريق هايتاك جي بي في فورمولا 2 وكان ضمن أعضاء فريق رد بول، أنهى موسمه الأول في منافسات فورمولا 3 في المركز الرابع تحت راية فريق هايتاك GP وصعد للتنافس في فورمولا 2 لموسم 2023 مع ذات الفريق. وكان عضو في فريق رد بول جونيور منذ عام 2022، وتعاقد مع فريق ريسينغ بولز لموسم عام 2025، ليحل محل ليام لوسون ليُصبح زميلاً ليوكي تسونودا.

## نبذة
وُلد إسحاق ألكسندر حجار في 28 سبتمبر 2004 في باريس لعائلة جزائرية تمتهن الطب والفيزياء. كان والده، ياسين حجار الذي يحمل جنسية فرنسية وجزائرية مزدوجة ميكانيكي لسيارات الكارت. وُلد وترعرع إسحاق ألكسندر حجار في باريس وبدأ سباقات الكارت التنافسية في سن السابعة. وبعد ظهوره الأول في سباقات السيارات الرياضية، تدرج إلى الفورمولا الصغرى في عام 2019. وأنهى بطولة الفورمولا 4 الفرنسية 2020 في المركز الثالث مع أكاديمية إلف آكيتاين لتطوير رياضة السيارات، قبل أن ينتقل إلى بطولة فورمولا الإقليمية الأوروبية في عام 2021، محققًا انتصارات متعددة حيث أنهى موسمه الأول في المركز الخامس. ثم دخل فورمولا الإقليمية الآسيوية وفورمولا 3 في عام 2022 مع فريق هايتاك جي بي، وأحرز المركز الثالث في الأولى وحقق العديد من الانتصارات في كليهما. انتقل بعدها إلى فورمولا 2 في عام 2023، وحصل على المركز الثاني خلف غابرييل بورتوليتو. هذه النجاحات في الفورمولا 2 جعلته يلفت نظر وسائل الإعلام الفرنسية التي لقب بـ "بروست الصغير" نسبة إلى أسطورة سباقات الفورمولا 1 السائق ألن بروست.

## مسيرة
في موسمه الأول بفورمولا 3 صعد للمنصة 5 مرات وفاز ب3 جولات وانهى الموسم بالمركز الرابع مما جعل إدارة فريق هايتاك GP تسارع بترقيته لفورمولا 2.

## روابط خارجية
- اسحاق حجار على موقع DriverDB.com (الإنجليزية)